# XYP
XYP was een Brits-Nederlandse popgroep met leden uit Schotland, Engeland, Wales en Nederland. De debuutsingle Body to Body bereikte in januari 2007 de nummer 1-positie in de Nederlandse Top 40.

## Biografie
XYP werd in 2006 opgericht met onder andere Gary Barlow als een van de initiatiefnemers van de band. XYP staat onder platencontract bij 8ball Music van o.a. Nederlands mediamagnaat John de Mol jr. De groep bestaat uit Bart Voncken (bekend van popgroep K-otic), Christon Kloosterboer (behaalde de 9e plaats bij Idols 3), Craig Cavanagh, Emma Winterbourne, Iris van Kempen (bekend van Kinderen voor Kinderen) en Tesni Jones. De band wordt gesteund door liedschrijvers achter succesvolle songs. De zes leden, drie jongens en drie meiden, trekken samen in een huis in Amsterdam, waar ze eigen nummers schrijven en componeren.
Op 4 oktober 2007 maakt Christon Kloosterboer bekend dat hij vanaf 1 november geen deel meer uit zal maken van de band. Ook Emma maakte op 31 oktober 2007 bekend dat zij vanaf 1 november geen deel meer uitmaakt van de band. Vervolgens maakten de overige 4 leden op 30 november via hun officiële site bekend dat ze op 2 december 2007 hun laatste optreden geven. De 4 gaan verder met hun eigen wegen. De band heeft een jaar bestaan.
Het motto achter de groep is echte muziek van echte muzikanten.
X staat voor het vrouwelijk chromosoom.
Y staat voor het mannelijk chromosoom.
P staat voor project.
XYP waren regelmatig terugkerende gasten in het programma BZT.

## Discografie

### Albums
| Album met eventuele hitnotering(en) in de Nederlandse Album Top 100 | Datum van verschijnen | Datum van binnenkomst | Hoogste positie | Aantal weken | Opmerkingen |
| ------------------------------------------------------------------- | --------------------- | --------------------- | --------------- | ------------ | ----------- |
| Confessions                                                         | 13-04-2007            | 21-04-2007            | 24              | 11           |             |

### Singles
| Single met eventuele hitnotering(en) in de Nederlandse Top 40 | Datum van verschijnen | Datum van binnenkomst | Hoogste positie | Aantal weken | Opmerkingen |
| ------------------------------------------------------------- | --------------------- | --------------------- | --------------- | ------------ | ----------- |
| Body to Body                                                  | 24-11-2006            | 16-12-2006            | 1(1wk)          | 16           |             |
| Confessions                                                   | 23-02-2007            | 10-03-2007            | 2               | 8            |             |
| Breathe in Time                                               | 27-06-2007            | 12-05-2007            | tip3            | -            |             |
| I Wanna Be Like You                                           | 2007                  | 06-10-2007            | 12              | 6            |             |